# Amphipyra apicalis
Amphipyra apicalis är en fjärilsart som beskrevs av Embrik Strand 1916. Amphipyra apicalis ingår i släktet Amphipyra och familjen nattflyn. Inga underarter finns listade i Catalogue of Life.